# Jonne Bentlöv
John-Erik Samuel Bentlöv, känd som Jonne Bentlöv, född 23 april 1985 i Västerås, är en svensk musiker, kompositör och arrangör. 
Bentlöv är utbildad vid Kungliga Musikhögskolan i Stockholm och Lunnevads folkhögskola. Han spelar och turnerar med Bo Kaspers Orkester samt i olika grupper med bland annat saxofonisten Björn Jansson. 2016 tilldelades Bentlöv Västerås stads kulturstipendium.

## Diskografi

### Album
- 2013 – The music and soul of Lars Färnlöf (Jonne Bentlöv Quintet)[4]
- 2014 – 10 låtar live (Bo Kaspers Orkester)[5]
- 2015 – Redo att gå sönder (Bo Kaspers Orkester)[6]
- 2018 – Mitt dumma jag - Svensk jazz (Bo Sundström)[7]
- 2021 – Det kanske händer (Bo Sundström)

### Singlar
- 2015 - Nobody love (Tori Kelly)[8]
- 2008 - Looks like we made it (Amy Diamond)[9]
- 2008 - Sleepy Sunday (Amy Diamond)[9]

## Priser och utmärkelser
- 2016 - Västerås Stads kulturstipendium[1]